# Ehrenfried Boege (Brigadegeneral)
Ehrenfried Boege (* 28. Dezember 1933 in Dresden) ist ein Brigadegeneral außer Dienst des Heeres der Bundeswehr.

## Leben
Beförderungen
- 1957 Leutnant
- 1960 Oberleutnant
- 1964 Hauptmann
- 1968 Major
- 1970 Oberstleutnant
- 1981 Oberst
- 1990 Brigadegeneral

Boege wurde als Sohn des Generals der Infanterie Ehrenfried Oskar Boege geboren. Er trat am 2. Januar 1956 in Andernach in die Bundeswehr ein, besuchte die Heeresoffizierschule I in Hannover und die Panzertruppenschule in Munster, wurde 1957 Zugführer im Panzerbataillon 2 in Hemer, 1958 Hörsaal-Offizier an der Heeresoffizierschule I in Hannover, 1961 dort Lehrgruppen-Offizier und 1962 Kompaniechef im Panzerlehrbataillon 94 in Munster. Ab 1965 war er Offizier für Personalwesen (S 1) der Panzerlehrbrigade 9 in Munster.
1967 wurde Boege stellvertretender Bataillonskommandeur und Offizier für Planung, Ausbildung und Organisation (S 3) des Panzerlehrbataillons 94 in Munster, war ab 1969 Taktiklehrer und Hörsaalleiter an der Heeresoffizierschule II in Hamburg und wurde 1970 Bataillonskommandeur des Panzerlehrbataillons 94 in Munster. Ab 1972 war er im Hauptquartier der Central Army Group der NATO als G 3 War Plans eingesetzt, bevor er 1974 Referent im Referat I 6 im Führungsstab des Heeres im Bundesministerium der Verteidigung in Bonn wurde. 1978 wurde er in die Vereinigten Staaten als Heeresverbindungsoffizier und Sprachlehrer an der United States Military Academy in West Point versetzt. Zurück in Deutschland, wurde er 1981 stellvertretender Brigadekommandeur der Panzerbrigade 14 in Neustadt (Hessen) und 1983 Leiter des Büros des Beauftragten für Erziehung und Ausbildung des Generalinspekteurs der Bundeswehr in Bonn.
In seiner letzten Verwendung war Boege ab Oktober 1985 Brigadekommandeur der Panzerbrigade 18 in Neumünster. Mit Ablauf des September 1992 wurde er in den Ruhestand versetzt.

## Auszeichnungen
- Verdienstkreuz am Bande des Verdienstordens der Bundesrepublik Deutschland
- Legion of Merit